# Cigarettes After Sex
Cigarettes After Sex je americká hudební skupina, věnující se žánrům dream pop a slowcore. Vznikla v roce 2008 v texaském městě El Paso, později přesídlila do Brooklynu. Komerčního úspěchu dosáhla díky prezentaci skladby „Nothing’s Gonna Hurt You Baby“ na YouTube, po níž následovalo turné po Evropě a Asii.
Jako své hudební vzory uvádějí členové skupiny Milese Davise, Françoise Hardyovou, Julee Cruiseovou, Portishead a Cocteau Twins. Jejich styl vychází z ambientní hudby a filmových soundtracků, klade důraz na romanticky laděné a výrazně autobiografické texty a melancholickou atmosféru dokresluje androgynní projev zpěváka. Skupina nahrává u společnosti Partisan Records.

## Složení
- Greg Gonzalez – zpěv, kytara
- Randall Miller – baskytara
- Josh Marcus – klávesy
- Jacob Tomsky – bicí

## Diskografie
- I. (EP, 2012)
- Cigarettes After Sex (LP, 2017)
- Cry (LP, 2019)
- X's (LP, 2024)